# Confederazione nazionale delle corporazioni sindacali
La Confederazione nazionale delle corporazioni sindacali fu l'organo costitutivo del sindacalismo fascista.

## Storia

### La nascita
La Confederazione nazionale delle corporazioni sindacali nacque nel gennaio 1922 in occasione del I Convegno di Studi sindacali e corporativi di Bologna.
In quest'occasione si svilupparono le basi del sindacalismo fascista, con la risoluzione dello scontro tra autonomisti (capeggiati da Edmondo Rossoni e Dino Grandi) e dipendenti (appoggiati da Michele Bianchi e Massimo Rocca) dei sindacati dalla politica.
Vinsero i secondi, apportando l'inserimento delle strutture sindacali fasciste all'interno del Partito Nazionale Fascista (PNF), la conferma del superamento della lotta di classe a favore della collaborazione di classe e della supremazia dell'interesse comune nazionale nei confronti di quello individuale o di categoria.
In quest'occasione nacque appunto anche la Confederazione nazionale delle corporazioni sindacali. Tali Corporazioni non furono sindacati misti tra lavoratori e datori di lavoro (che si formarono invece nel 1934), ma sindacati autonomi divisi in cinque Corporazioni suddivise per categorie lavorative.
Immediatamente scoppiò una polemica che si ripercosse anche in ambito internazionale, nata dal fatto che la sinistra operaia internazionale, in sede di Organizzazione internazionale del lavoro (ILO), contestava il titolo alla rappresentanza operaia e, quindi, la possibilità di partecipare all'assemblea. Polemica che non venne accettata, in quanto l'ILO permise alle Corporazioni di partecipare alle sedute rinnovando il mandato annualmente.
Nei mesi successivi, con l'ormai tramontato biennio rosso e l'offensiva para-militare del fascismo con le squadre d'azione, venne operato lo sfondamento politico in campo sindacale, con il passaggio di interi settori operai dalle strutture del Partito Socialista Italiano e della CGdL al fascismo. Tanto che, nell'estate del 1922 la Confederazione nazionale delle corporazioni sindacali contava 800.000 iscritti. Ciò rientrò nelle intenzioni di Rossoni, che pensò di creare da una parte una base contadina potente ed affidabile, che appoggiasse e facesse da riserva strategica allo squadrismo, dall'altra di fare del sindacalismo una delle pietre angolari dello Stato fascista.

### Lo scontro con i conservatori ed il padronato
Avvenuta la Marcia su Roma, i progetti di Rossoni trovarono però resistenze nei settori più conservatori del fascismo, che riesumando un "cavillo" dello statuto del PNF, dettero il via alla costituzione dei cosiddetti gruppi di competenza, affidando la responsabilità della loro organizzazione a Massimo Rocca.
Questi gruppi di competenza, formati da tecnici ed esperti nei vari settori di competenza, avevano la funzione di coadiuvare le scelte del partito e dei suoi vari organi (come appunto la Confederazione nazionale delle corporazioni sindacali) grazie alla loro esperienza e specializzazione. In questo caso venne loro chiesto di sviluppare e teorizzare efficacemente lo spirito e la concezione corporativa ma, per la loro equidistanza tra le parti, venne data loro anche la capacità di essere consultori attivi in caso di controversie sindacali. In realtà non fecero altro che limitare in maniera pesante lo spazio sindacale, a causa della volontà stessa dei suoi gestori di rallentare l'azione dei sindacalisti fascisti.
Il 10 febbraio del 1922 Rossoni è nominato segretario generale della neonata "Confederazione nazionale delle corporazioni sindacali|Confederazione nazionale delle corporazioni sindacali" stessa, costituente i nuovi sindacati fascisti succeduti ai Sindacati economici. Rossoni assume inoltre la direzione de "Il Lavoro d'Italia", giornale della nuova Confederazione, e promuove l'idea di un sindacalismo integrale, vale a dire la fusione in un unico organismo sia dei sindacati dei lavoratori che dei datori di lavoro, futuro fondamento dello Stato corporativo.
In sede congressuale Rossoni dichiarò l'esistenza di una linea di continuità tra il sindacalismo rivoluzionario, il sindacalismo fascista ed il corporativismo: secondo il sindacalismo fascista, infatti, l'ultimo era legato al primo sia per il comune intendimento del concetto di "rivoluzione" che, al di là dell'aspetto della rivolta popolare, in ambito lavorativo ritenevano rivestisse il significato di "sopravvento di superiori capacità produttive"; inoltre, ugualmente, avevano l'obbiettivo di innalzare il "proletario" (nell'accezione negativa del termine) al rango di "lavoratore" inserito a pieno titolo nella vita nazionale.
Mussolini, da parte sua, mantenne come era solito fare l'equidistanza tra la destra e la sinistra fascista, facendosi portatore della concezione interclassista:
(Benito Mussolini, 16 novembre 1922, primo discorso alla Camera dei deputati da Presidente del Consiglio dei ministri)
Il maggior ostacolo incontrato dalla Confederazione delle corporazioni fu però quello costituito dalle organizzazioni padronali, che naturalmente vedevano negativamente il processo che portava ad considerarle alla pari di quelle dei lavoratori.
Confindustria e Confagricoltura utilizzarono tutto il loro potenziale per bloccare le linee del corporativismo, portando i sindacalisti fascisti da una parte a radicalizzare le proprie posizioni, dall'altra a minacciare direttamente gli imprenditori che se avessero mantenuto la linea di non collaborazione e "posizioni ed atteggiamenti classisti, nulla avrebbe potuto salvarlo dalla ripresa degli assalti dei lavoratori" fino ad arrivare all'"occupazione diretta delle fabbriche e delle aziende, gestendole per conto proprio o in nome dello Stato".
Per il progetto corporativo di Rossoni era infatti indispensabile che Confindustria e Confagricoltura entrassero alla fine nelle Corporazioni, questo a pericolo della credibilità del sindacalismo ma anche del Fascismo nella sua interezza o, al contrario, dando prova di avere un forte potere contrattuale, dando così il colpo finale agli ultimi resti delle organizzazioni socialiste.
In quest'opera venne appoggiato infatti da tutta la sinistra fascista, da Michele Bianchi a Roberto Farinacci, pur senza quello di Mussolini, che non poteva ancora esporsi in quanto in opera di assestamento del fascismo all'interno dello Stato dopo la presa del potere.
Per superare questa condizione di stallo, Rossoni dette prima vita alla Federazione italiana dei sindacati agricoltori (FISA) ed alla Corporazione dell'Industria e del Commercio, permettendo al sindacalismo fascista di affondare le proprie radici in questi due mondi, poi, con la spinta di Armando Casalini, prese di petto il problema del riconoscimento istituzionale delle organizzazioni sindacali, prive di una forma giuridica che non fosse quella di associazioni di fatto, trasformandole in organi di diritto pubblico e diventando parte dello Stato, aumentando a dismisura la propria forza contrattuale nei confronti del padronato e proiettando l'attenzione sulla creazione dello Stato del Lavoro, inserendo all'interno di esso la stessa visione interclassista.
Nel dicembre del 1923 venne siglato a Palazzo Chigi un patto tra Confederazione nazionale delle corporazioni sindacali e Confindustria, in cui si affermava la volontà di entrambi di impegnarsi alla reciproca collaborazione tra industriali e lavoratori, evitando di esasperare il conflitto di classe, che ebbe però più un effetto positivo nei confronti delle prossime elezioni del 1924 che uno pratico nell'azione rossoniana. In quest'ottica appare anche la mozione del Gran Consiglio del Fascismo del 15 novembre 1923, con la quale si riconoscenza che la maggioranza degli industriali faceva parte di Confindustria, della quale si riconosceva così indirettamente l'indipendenza.
Nel periodo post-elettorale, mentre monta il caso del delitto Matteotti, ascende l'astro del sindacalista fascista Domenico Bagnasco e si verifica la ripresa militante dello squadrismo in appoggio all'azione sindacale fascista, dando luogo ad un'ondata di scioperi su tutto il territorio nazionale e, in particolare, in Valdarno, Lunigiana e ad Orbetello. Nel frattempo Sergio Panunzio riprendeva a tuonare a favore della ripresa dell'anima rivoluzionaria del fascismo e del recupero del programma del '19, esprimendosi per la creazione di una Camera sindacale e del lavoro e di un Senato politico
Nel maggio del 1924 si tenne a Roma il secondo Congresso nazionale delle corporazioni. Qui venne messa momentaneamente da parte la strada della collaborazione di classe, per riprendere quella della lotta in difesa dell'unità dei lavoratori e l'istituzionalizzazione delle corporazioni, quest'ultimo aspetto chiesto a gran voce durante tutto il congresso dalla maggioranza degli esponenti, soprattutto quelli rappresentanti i sindacati agricoli provinciali, come Mario Racheli. Venne approvato un ordine del giorno con il quale veniva richiesto “il riconoscimento giuridico e l'istituzione del Magistrato del lavoro”
Dopo lo sciopero carrarese del dicembre, organizzato dal capo dello squadrismo locale Renato Ricci, il 3 gennaio del 1925 Mussolini pronuncia alla Camera il discorso riguardante il delitto Matteotti, mentre l'8 dello stesso mese il Direttorio delle corporazioni, riunitosi congiuntamente con quello del PNF nel Gran Consiglio del Fascismo, ottenne un ordine del giorno in cui si autorizzavano i sindacati fascisti a ricorrere alla "lotta economica" contro industriali e capitalisti rei di "colpevole incomprensione" dei fini e della prospettiva sociale e nazionale del fascismo, rimettendo nuovamente in moto la rivoluzione fascista da sinistra e accendendo nuovamente l'entusiasmo del fascismo movimentista.
Nel marzo del 1925 avviene quindi l'ultima grande azione di forza delle corporazioni sindacali che, sostenute da Farinacci (segretario nazionale del Partito), scavalcarono le vertenze sindacali in corso tra la O.M. di Brescia e la FIOM indicendo uno sciopero a sorpresa. Le agitazioni si allargarono fino a Milano, dove invitarono gli operai socialisti e comunisti ad aderire; le attività di contestazione cominciarono poi ad interessare anche carovita ed altri argomenti, estendendosi a tutta la Lombardia.
Dopo lunghe trattative le agitazioni rientrarono decretando un notevole insuccesso per gli industriali, che dovettero fare buone concessioni agli operai tramite i sindacati fascisti, e l'emarginazione completa della FIOM, i cui rappresentati si spostarono in massa nelle Corporazioni.

### Le Corporazioni diventano Stato

Edmondo Rossoni in Piazza del Popolo (Roma) annuncia nel 1927 la promulgazione della Carta del Lavoro.

La conseguenza principale di questi avvenimenti furono però gli accordi di Palazzo Vidoni (2 ottobre 1925), in cui venne riconosciuto dalla Confederazione nazionale delle corporazioni sindacali e da Confindustria la reciproca esclusività di rappresentanza di lavoratori e datori di lavoro, con l'impegno al conseguimento prioritario dell'interesse nazionale.
Nel 1926 fu costituita la "Confederazione generale fascista dell'industria italiana" ai sensi della legge 3 aprile 1926, n. 563. Aveva sede in Roma e inquadrava sotto di sé le Federazioni nazionali di categoria, che rappresentavano i datori di lavoro di un ciascun settore (industrie estrattive, fibre tessili, legno, ecc.) e sul territorio si articolava in unioni provinciali. Nel 1934 fu denominata "Confederazione fascista degli industriali" . Fu liquidata nel 1944 . Ebbe tra i presidenti Giuseppe Volpi e Alberto Pirelli.
Con questa legge del 1926 venne, tra l'altro, realizzata l'istituzionalizzazione dei sindacati fascisti e legalizzato il loro monopolio per la rappresentanza dei lavoratori. Ciò andava a significare che le Corporazioni divennero organi dell'amministrazione statale, con "funzioni di conciliazione, di coordinamento ed organizzazione della produzione".
Dopo questa vittoria per Rossoni si ebbe la redazione della Carta del Lavoro (1927) ma, nel novembre 1928, con Farinacci non più alla segreteria nazionale del PNF, ebbero sfogo gli attacchi alla Conferenza nazionale delle corporazioni sindacali, che venne smembrata dai circoli conservatori, capeggiati da Giuseppe Bottai (sottosegretario al Ministero delle corporazioni) ed Augusto Turati (nuovo segretario del partito), in sei separate confederazioni di sindacati, facendo diminuire il potere contrattuale dell'organismo, disperdendolo in strutture più piccole e limitate.
Nel periodo che intercorse da questo momento alla legge del 5 febbraio 1934, istitutiva delle corporazioni, si ebbe uno blocco totale dell'azione nel settore, in cui intervenne positivamente soltanto il II Convegno di Studi sindacali e corporativi, tenutosi a Ferrara nel maggio del 1932, nel quale emerse il concetto di corporazione proprietaria proposta da Ugo Spirito.